# Museo della pietra Chiara Marinelli
Il museo della pietra Chiara Marinelli con sede a Pescopennataro, in provincia di Isernia, è stato inaugurato nel 2006 a testimonianza della tradizione locale della lavorazione della pietra, dove, a partire dal 1700 circa, fu istituita una vera e propria scuola artistica di scalpellini.
Il museo raccoglie i ritrovamenti avvenuti sul territorio molisano, suddividendoli in quattro sezioni:
- Documentarista (intitolata a Mario Di Tullio)
- Fotografica
- Geo-mineralogica
- Preistorica

La collezione preistorica del museo comprende circa 1600 manufatti in calcare e selce, che attestano lo sviluppo dell'industria litica, a cavallo tra Paleolitico e Neolitico, in particolar modo nella val di Sangro. Oltre a fossili e strumenti preistorici, affiorarono numerose rocce magmatiche e metamorfiche.